# Rosana Vinueza
Rosana Vinueza Estrada de Tama (6 tháng 2 năm 1949 – 25 tháng 8 năm 2009) là một nữ hoàng sắc đẹp và chính trị gia Ecuador. Năm 1969, bà được trao danh hiệu Hoa hậu Ecuador 1969 và là một thí sinh tham gia Hoa hậu Hoàn vũ 1969. Từ đó, bà kết hôn và có bốn con, và làm trong lĩnh vực phi lợi nhuận. Bà là người quản lý của Fundación Natura, một tổ chức phi lợi nhuận về môi trường và cũng đã hướng dẫn Fundación Crecer khi tổ chức phi lợi nhuận đó bắt đầu được tạo dựng.
Vineuza lần đầu tiên tham gia vào chính trị vào năm 1988, khi bà trở thành một ủy viên hội đồng của quê hương Guayaquil. Trong nhiệm kỳ tổng thống của Sixto Durán-Ballén vào năm 1994, bà được đặt vào vị trí Bí thư Phúc lợi Xã hội và ở vị trí đó đến năm 1996. Năm đó, bà được đề cử bởi Freddy Ehlers làm Phó Tổng thống của ông trong cuộc đua tổng thống năm 1996. Động thái này được coi là gây tranh cãi bởi những người ủng hộ trên cả hai cánh trái và cánh phải của chính trị Ecuador, do sự chủ động về môi trường của bà và sự hỗ trợ của bà đối với Opus Dei, tương ứng; bà đã về thứ ba với 21% phiếu bầu.
Sau khi cuộc bầu cử tổng thống thất bại, Vinueza được bầu làm Tổng thư ký Du lịch trong nhiệm kỳ tổng thống Gustavo Noboa, phục vụ từ năm 2000 đến 2003, sau đó trở thành Phó Chủ tịch Hội đồng Thành phố Guayaquil năm 2008. Năm 1999, Vinueza được chẩn đoán mắc bệnh ung thư, dẫn đến cái chết của bà một thập kỷ sau đó ở tuổi 60.